# Laguna Limpia
Laguna Limpia es una localidad y municipio argentino, ubicada en el Departamento Libertador General San Martín de la provincia de Chaco.
Su santa Patrona es Nuestra Señora de Itatí. Su festividad se celebra el 16 de julio.

## Historia
La localidad fue desarrollada a partir del impulso generado por el ferrocarril. De este modo comenzaron a asentarse en la zona las primeras familias, ya fueran de los obreros que trabajaban o de los directivos de la empresa.
Su nombre se debe a la existencia de una amplia laguna de agua permanente en la zona. Estaba caracterizada por la limpieza y cristalinidad de sus aguas. Esto motivó que al instalarse la estación del tren, el lugar sea conocido como “La estación donde está la Laguna Limpia”, lo que con el tiempo derivó en su denominación actual. Dicha laguna hoy en día es privada.
La fundación oficial se remonta al 4 de septiembre de 1944.

## Población
Cuenta con 1,207 habitantes (Indec, 2010), lo que representa un incremento del 1,8% frente a los 1,186 habitantes (Indec, 2001) del censo anterior. En el municipio el total ascendía a los 1,549 habitantes (Indec, 2001).
| Gráfica de evolución demográfica de Laguna Limpia entre 1991 y 2010 |
|                                                                     |
| Fuente: Censos nacionales del INDEC                                 |

## Vías de comunicación
La principal vía de comunicación es la ruta provincial 30 (de tierra), que la comunica al norte con la ruta provincial 3 (y por ella con Presidencia Roca y Pampa del Indio), y al sur con Ciervo Petiso y Colonias Unidas. Otra ruta importantes es la provincial 42, que la vincula al suodeste con Las Garcitas.